# Malapterurus melanochir
Malapterurus melanochir är en fiskart som beskrevs av Norris 2002. Malapterurus melanochir ingår i släktet Malapterurus och familjen Malapteruridae. IUCN kategoriserar arten globalt som livskraftig. Inga underarter finns listade i Catalogue of Life.